# Talacogon
Talacogon ist eine philippinische Stadtgemeinde in der Provinz Agusan del Sur. Sie hat 38.374 Einwohner (Zensus 1. August 2015).

## Baranggays
Talacogon ist politisch unterteilt in 16 Baranggays.
| - BuenaGracia - Causwagan - Culi - Del Monte - Desamparados - Labnig - Sabang Gibung - San Agustin (Pob.) | - San Isidro (Pob.) - San Nicolas (Pob.) - Zamora - Zillovia - La Flora - Maharlika - Marbon - Balucan |